# Brocard-Punkte

Der erste Brocard-Punkt P

Brocard-Punkte sind spezielle Punkte im Dreieck; benannt nach dem französischen Mathematiker Henri Brocard (1845–1922), der bei ihrer Definition auftretende spezielle Winkel wird als Brocard-Winkel bezeichnet.

## Definition
Brocard wurde am bekanntesten für den folgenden Satz:
In einem Dreieck {\displaystyle \Delta ABC} mit den Seiten {\displaystyle a,b,c} gibt es genau einen Punkt {\displaystyle P} derart, dass die Strecken {\displaystyle {\overline {AP}},{\overline {BP}},{\overline {CP}}} der Reihe nach mit den Seiten {\displaystyle c,a,b} den gleichen Winkel {\displaystyle \omega } einschließen, d. h., dass die Winkelgleichung {\displaystyle \angle PBC=\angle PCA=\angle PAB} gilt. Dieser Punkt {\displaystyle P} heißt der erste Brocard-Punkt und der Winkel {\displaystyle \omega } heißt der Brocard-Winkel des Dreiecks {\displaystyle \Delta ABC}.
Es gibt noch einen zweiten Brocard-Punkt des Dreiecks ABC; das ist derjenige Punkt Q, für den die Strecken AQ, BQ, CQ der Reihe nach mit den Seiten b, c, a gleiche Winkel einschließen, d. h. für den {\displaystyle \angle QCB=\angle QBA=\angle QAC} gilt. Merkwürdigerweise entspricht diesem zweiten Brocard-Punkt derselbe Brocard-Winkel wie dem ersten Brocard-Punkt, d. h. der Winkel {\displaystyle \angle PBC=\angle PCA=\angle PAB} ist dem Winkel {\displaystyle \angle QCB=\angle QBA=\angle QAC} gleich.
Die zwei Brocard-Punkte sind eng miteinander verwandt; in der Tat hängt die Unterscheidung des ersten von dem zweiten davon ab, in welcher Reihenfolge man die Ecken des Dreiecks ABC nimmt! So ist z. B. der erste Brocard-Punkt des Dreiecks ABC gleichzeitig der zweite Brocard-Punkt des Dreiecks ACB.
Vor Brocard wurden sie schon von August Leopold Crelle (1817) und Karl Friedrich Andreas Jacobi (1825) untersucht.

## Konstruktion

Konstruktion des ersten (P) und des zweiten (Q) Brocard-Punktes

Die eleganteste Konstruktion der Brocard-Punkte, im Folgenden an dem Beispiel des ersten Brocard-Punktes P beschrieben (in der nebenstehenden Abbildung wurden aus Platzgründen die Kreise durch Kreisbögen ersetzt), geht folgendermaßen:
Man schneidet die Mittelsenkrechte ms1 der Seite AB mit der Senkrechten s1 zu der Seite BC durch den Punkt B. Um den Schnittpunkt zeichnet man einen Kreis so, dass er durch den Punkt B geht. Dann geht dieser Kreis auch durch den Punkt A und berührt die Seite BC im Punkt B. Analog konstruieren wir einen Kreis durch die Punkte C und B, der die Seite CA im Punkt C berührt, und einen Kreis durch die Punkte A und C, der die Seite AB im Punkt A berührt. Diese drei Kreise haben einen gemeinsamen Punkt P – den ersten Brocard-Punkt des Dreiecks ABC!
Die drei soeben konstruierten Kreise werden auch als Beikreise des Dreiecks ABC bezeichnet. Analog konstruiert man den zweiten Brocard-Punkt Q (grün gestrichelte Linien).

## Formeln für den Brocard-Winkel
Schreibt man {\displaystyle A_{\Delta }} für den Flächeninhalt des Dreiecks ABC, so lässt sich der Brocard-Winkel mit folgenden Formeln berechnen:
- {\displaystyle \tan \omega ={\frac {4A_{\Delta }}{a^{2}+b^{2}+c^{2}}}}.[1]
- {\displaystyle \cot \omega =\cot \alpha +\cot \beta +\cot \gamma }.[1]
- {\displaystyle \sin \omega ={\frac {2A_{\Delta }}{\sqrt {b^{2}c^{2}+a^{2}c^{2}+a^{2}b^{2}}}}}

Für jedes Dreieck gilt {\displaystyle \omega \leq 30^{\circ }}.

## Eigenschaften
- Die beiden Brocard-Punkte eines Dreiecks ABC sind stets zueinander isogonal konjugiert.
- Der Mittelpunkt der beiden Brocard-Punkte (Kimberling-Nummer X(39)) liegt auf der sogenannten Brocard-Achse, die den Umkreismittelpunkt und den Lemoine-Punkt verbindet. Die Verbindungsgerade der beiden Brocard-Punkte ist senkrecht zur Brocard-Achse.

## Koordinaten
Die trilinearen Koordinaten des ersten bzw. zweiten Brocard-Punkts sind
{\displaystyle {\frac {c}{b}}\,:\,{\frac {a}{c}}\,:\,{\frac {b}{a}}\quad {\text{bzw.}}\quad {\frac {b}{c}}\,:\,{\frac {c}{a}}\,:\,{\frac {a}{b}}}.
Die baryzentrischen Koordinaten sind
{\displaystyle {\frac {1}{b^{2}}}\,:\,{\frac {1}{c^{2}}}\,:\,{\frac {1}{a^{2}}}\quad {\text{bzw.}}\quad {\frac {1}{c^{2}}}\,:\,{\frac {1}{a^{2}}}\,:\,{\frac {1}{b^{2}}}}.
Dabei sind {\displaystyle a,b,c} die Seitenlängen des Dreiecks.

## Dritter Brocard-Punkt
Gelegentlich wird der Punkt mit trilinearen Koordinaten {\displaystyle (a^{-3},b^{-3},c^{-3})} als „dritter“ Brocard-Punkt bezeichnet. Er hat die Kimberling-Nummer {\displaystyle X_{76}} und die baryzentrischen Koordinaten {\displaystyle (a^{-2},b^{-2},c^{-2})}. Damit schließt er die Permutation mit den ersten beiden Brocard-Punkten mit den baryzentrischen Koordinaten {\displaystyle (b^{-2},c^{-2},a^{-2})} bzw. {\displaystyle (c^{-2},a^{-2},b^{-2})}.